# (524613) 2003 QW113
(524613) 2003 QW113 est un centaure.

## Caractéristiques
(524613) 2003 QW113 mesure environ 194 km de diamètre.